# Закон за търговския регистър
Законът за търговския регистър е нормативен акт, част от действащото българско законодателство, приет от Народното събрание на Република България и обнародван в Официалния раздел на „Държавен вестник“, брой 34 от 25 април 2006 г. Съгласно § 56 (след изменения) на Преходните и заключителните разпоредби на закона той влиза в сила на 1 януари 2008 г.
Този закон урежда търговската регистрация, воденето, съхраняването и достъпа до търговския регистър, както и действието на вписванията, заличаванията и обявяванията в него.
Търговският регистър е единна централизирана електронна база данни за търговци, клонове на чуждестранни търговци и свързаните с тях обстоятелства, за които е предвидено със закон, че подлежат на вписване.